# Arkhon Infaustus
Arkhon Infaustus ist eine französische Black- und Death-Metal-Band aus Paris, die 1997 gegründet wurde.

## Geschichte
Die Band wurde im Jahr 1997 von dem Gitarristen und Sänger DK Deviant gegründet. Der Bandname setzt sich aus dem griechischen Wort „Arkhon“ („Prinz“) und dem lateinischen Wort „Infaustus“ („böse“, „dunkel“, „traurig“) zusammen. Kurze Zeit später stieß der Bassist Guillaume „666 Torturer“ Warren hinzu und es erschien 1998 über Mordgrimm Records die erste EP In Sperma Infernum in einer Auflage von 666 Stück. Im Jahr 2000 schloss sich bei Spikekult Records eine zweite EP unter dem Namen Dead Cunt Maniac an. Nach den Aufnahmen des Debütalbums Hell Injection, das 2001 bei Osmose Productions erschien, wurde die Besetzung durch den Gitarristen Damien „Toxik H.“ Guimard erweitert. Der Schlagzeuger Yov „Hellblaster“ wurde für Live-Auftritte zunächst durch den Kanadier James Read von Revenge ersetzt. Danach ging es mit Mortician auf Europatournee, ehe Jonathan „AZK.6“ Boyer als fester Schlagzeuger hinzustieß. Nach dem Album Filth Catalyst im Jahr 2003, schloss sich kurz darauf eine Split-Veröffentlichung in einer Exemplarzahl von 500 Stück mit der Band Revenge an. Nach der Veröffentlichung des Albums, ging es zusammen mit Vader und Deranged auf Tour. Im Sommer 2004 wurde das nächste Album mit dem Titel Perdition Insanabilis, das im schwedischen Berno Studio aufgenommen worden war, veröffentlicht, wonach die Gruppe im Winter auf Tournee mit Deicide ging. Im April 2005 ging es zusammen mit Belphegor, In Aeternum und Asmodeus auf Tour durch Europa. Eine weitere folgte Anfang Mai 2007 mit Unleashed und Belphegor. Aufgrund letzterer Tour erschien die Doppel-EP Annunciation, noch bevor Ende des Monats das Album Orthodoxyn folgte. Die Aufnahmen hierzu hatten im St. Marthe Studio in Paris stattgefunden. Das Album erschien nach längerer Verzögerung und musste zweimal aufgenommen werden. Im April und Mai 2008 ging es zusammen mit Angelcorpse und Revenge auf Tour durch Europa. 2009 nahm die Band am Black Mass Ritual Festival in Lahti teil.

## Stil
Laut Joel McIver in seinem Buch Extreme Metal II handelt es sich bei Arkhon Infaustus um eine satanistische Band, die sich auf der Grenze zwischen Black- und Death-Metal bewege. Im Interview mit Allan „Enigma“ von metalbite.com gab Guillaume „666 Torturer“ Warren an, dass der Bandname Satan umschreibt. Die Tatsache, dass sich der Name aus zwei verschiedenen Sprachen zusammensetze, gehe auf die Bibel zurück, in der Gott verschiedene Sprachen geschaffen habe, um die Völker aufzuteilen. Die Mitglieder seien bekennende Satanisten, wobei man versuche, sich von üblichen Black-Metal-Klischees, wie das Ausüben eines Pseudo-Krieges gegen das Christentum, fernzuhalten.
Laut Martin Wickler vom Metal Hammer bedient sich die Gruppe an allen genretypischen Black-Metal-Klischees. Im Interview mit ihm gab Warren an, dass sich die Gruppe in der Tradition von Bands wie Venom, Slayer und frühen Mayhem sieht. Wickler befand, dass Hell Injection zwar nicht mit der Musik dieser vergleichbar sei, jedoch biete es guten Black- und Death-Metal. Das Material sei zwar nicht originell, strotze jedoch vor Enthusiasmus. Für Warren sind als Liedthemen neben Satanismus auch Sex, das Böse und Gewalt wichtig. Die Gruppe selbst nenne ihre Musik „Black Porn Art’“, deren größte Inspiration sexuelle Perversionen sei, die die Mitglieder auch leben würden. Satanismus sei dabei nicht von sexuellen Perversionen trennbar. Eine Ausgabe zuvor hatte Robert Müller Hell Injection rezensiert. Er bezeichnete die Musik als eine extreme Mischung aus Black- und Death-Metal, wobei die Texte sowie die Bühnenshows durch das Thema „Sex“ stark geprägt seien. Durch diese Beschreibung könne man meinen, dass ein Vergleich zu Impaled Nazarene sinnvoll sei, jedoch handele es sich vielmehr um wenig einfallsreichen Death Metal, der „klar von klassischen US-Bands beeinflusst, mit etwas Black Metal-Gekreische aufgemotzt, aber ohne großen eigenen Charakter“ sei. In einer späteren Ausgabe rezensierte Müller Filth Catalyst und gab an, dass das Album sich stärker am klassischen Death Metal orientiert als das Debütalbum. Die Songs würden dabei meist schnell gespielt. Ein Jahr später rezensierte Müller Perdition Insanabilis und resümierte, dass der Death-Metal-Anteil weiter zugenommen hat. Charakteristisch seien unter anderem die tiefer gestimmten Gitarren und brachiale Riffs sowie die meist hohe Geschwindigkeit der Lieder, die gelegentlich durch langsamere Passagen unterbrochen werde. Das Album sei „ein typisches Beispiel der Post-Boom-Periode des Black Metal, in der sich neben Old School-Tendenzen mehr und mehr die Suche nach neuen Crossover-Formen durchsetzt“. Grundlage für die Musik seien sowohl satanische als auch blasphemisch-perverse Themen, wie sie für beide Genres nicht unüblich seien. Florian Krapp, ebenfalls beim Metal Hammer tätig, bemängelte bei Orthodoxyn die Liedstrukturen, die unausgeglichen und willkürlich seien. Bei der Musik handele es sich um Black Metal mit Death-Metal-Zitaten.
Edouard Vergriete von voicesfromthedarkside.de schrieb in seiner Rezension zu Hell Injection, dass es hierauf um Themen wie Satanismus, Sadismus und Drogen gehe. Die Musik sei eine Mischung aus Black- und Death-Metal, ohne Innovation und erinnere an Abominators Damnations Prophecy oder an alle Veröffentlichungen von Bestial Warlust.

## Diskografie
- 1998: In Sperma Infernum (EP, Mordgrimm Records)
- 2000: Dead Cunt Maniac (EP, Spikekult Records)
- 2001: Hell Injection (Album, Osmose Productions)
- 2003: Filth Catalyst (Alvum, Osmose Productions)
- 2003: The Toddler and the Priest / Deathless Will (Split mit Revenge, Osmose Productions)
- 2004: Perdition Insanabilis (Album, Osmose Productions)
- 2007: Annunciation (EP, Osmose Productions)
- 2007: Orthodoxyn (Album, Osmose Productions)